# Trissolcus rufiventris
Trissolcus rufiventris is een vliesvleugelig insect uit de familie van de Scelionidae. De wetenschappelijke naam van de soort is voor het eerst geldig gepubliceerd in 1907 door Mayr.